# Красный Мозырянин
ОАО «Кра́сный Мозыря́нин» (бел. ААТ «Чырвоны Мазыранін») — белорусская кондитерская фабрика, расположенная в городе Наровля Гомельской области Беларуси. Входит в концерн «Белгоспищепром». 5 апреля 2021 года управление фабрикой было передано гомельскому СП ОАО «Спартак» без передачи ему акций предприятия.

## История
Предприятие возводит историю к 1913 году, когда местный помещик Горват основал предприятие по переработке фруктов и овощей. Предприятие вскоре приостановило деятельность и начало производство кондитерской продукции в 1925 году. Фабрика получила новое название из-за помощи в возобновлении работы, оказанной расположенным неподалёку городом Мозырем (на тот момент — центром округа, куда входил Наровлянский район). В 1927 году фабрика вошла в «Белкондитертрест», вскоре началась механизация производства. Во второй половине 1980-х годов фабрика была реконструирована, был построен новый производственный корпус. В начале XXI века было закуплено новое производственное оборудование. В 2011 году введена в эксплуатацию новая линия по производству зефира, в 2015 году были закуплены две автоматизированных линии — по производству многослойной пастилы, мармеладов и суфле, и по глазированию.

## Современное состояние
Предприятие производит конфеты, ирис, мармелад, зефир и пастилу; котельная предприятия отпускает тепловую энергию в город. В 2015 году предприятие произвело 3,3 тыс. тонн кондитерских изделий; общая выручка компании составила 126 млрд рублей (около 6 млн долларов), чистая прибыль составила 261 млн рублей (около 13 тысяч долларов):
- 1399 тонн зефира;
- 1097 тонн мармелада;
- 465 тонн конфет;
- 291 тонн ириса;
- 88 тонн пастилы.

В 2015 году 91,6 % продукции было реализовано на внутреннем рынке Республики Беларусь (больше половины — в Гомельской и Минской областях); 8,4 % было поставлено на экспорт (Россия, Латвия, Азербайджан, США). У компании имеется собственная розничная торговая сеть из 11 магазинов в Минске, Бресте, Гомеле, Калинковичах, Мозыре и Наровле.
Мощность предприятия составляет 4,5 тыс. т продукции в год, средний процент её использования — 75 % (от 40,5 % по ирису до 95,4 % по зефиру).
96 % акций компании принадлежат государству.

## Награды
- Лауреат бизнес-премии "Лидер года-2023"[4].